# Alka Vuica
Alka Vuica (* 8. Juni 1961 in Pula, SR Kroatien, Jugoslawien) ist eine kroatische Songwriterin und Sängerin. Sie lebt zusammen mit ihrem Sohn in Zagreb und Umag. Ihr Musikstil kann als eine Mischung aus Pop, Folk und lateinamerikanischer Musik beschrieben werden.

## Werdegang
Als Songwriterin schrieb sie Lieder für viele kroatische Stars wie z. B. Josipa Lisac oder Tajči. Sie selbst konnte als Sängerin viele Erfolge feiern mit Pop-Liedern wie „Balkan girl“, „Profesionalka“, „Laži me“ („Belüg mich“), „Od kad te nema“ („Seit es dich nicht mehr gibt“), „Varalica“ („Betrüger“), „Mali“ („Kleiner“), u. v. m.
Sie versuchte sich auch als Moderatorin mit der Sendung „Jedan na jedan“ auf „Nova TV“. Auf dem gleichen Sender kommentierte sie in der Sendung „IndividuALKA“ bissig und zynisch die kroatische Prominenz.

## Diskografie

### Alben
- 1994: Laži me
- 1995: Za tebe čuvam sebe
- 1997: Alkatraz
- 1999: Balkan Girl
- 2001: Profesionalka
- 2004: Cirkus
- 2013: Alkina kafana
- 2016: Croatian Summer

### Kompilationen
- 1996: The Best of
- 2012: Najljepše Ljubavne Pjesme

### Kollaborationen
- 2024: Vrijeme Za Nas (mit Zoran Serbedzija)

### Singles (Auswahl)
- 1994: Laži me
- 1994: Otkad Te Nema
- 1995: Ako Odeš (mit Željko Bebek)
- 1999: Varalica (Original: Despina Vandi – Spania)
- 1999: Nek ti jutro miriše na mene
- 2004: Bosna (mit Halid Bešlić) (Original: Tarkan – Dudu)
- 2017: Istanbul
- 2023: Presidente (mit Alterella)